# Jezero Most

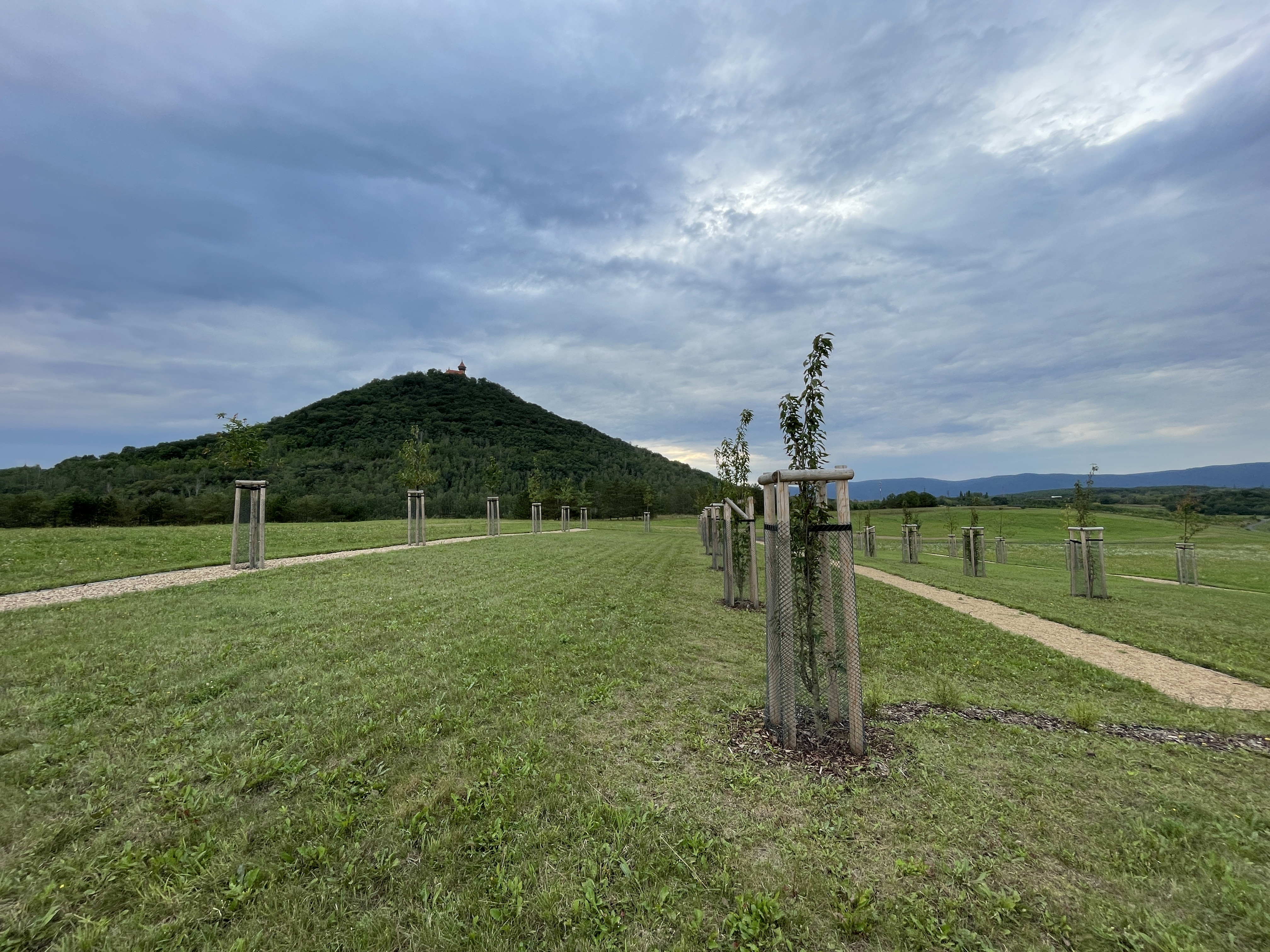
An der Stelle, an der sich die Dekanatskirche befand, wurden Bäume gepflanzt.

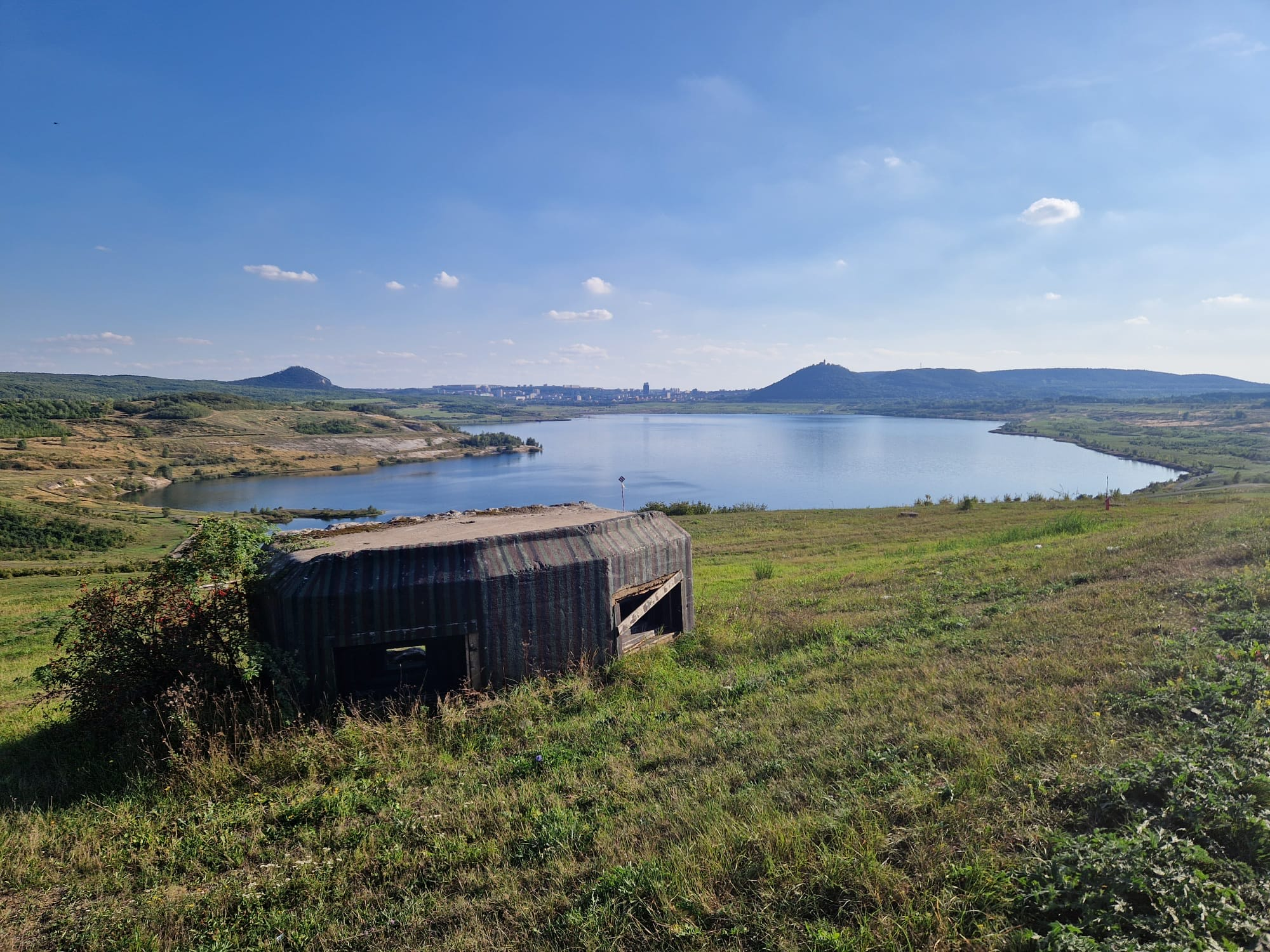
Der See

Der Jezero Most (auch Mostecké jezero) ist ein künstlicher See in Most (deutsch Brüx) im Ústecký kraj in Tschechien. Er entstand als Bergbaufolgelandschaft. Der See liegt zwischen der neuen Stadt Most (1,5 km südlich) und dem Gelände der Chemiefabrik Orlen Unipetrol bei Záluží.

## Geographie
Der See ist 2,5 Kilometer lang und 1,5 Kilometer breit. Er liegt auf 199 m n. m. Seine Fläche beträgt 311 ha und er fasst ein Volumen von 69,8 Mio. m³.
Die mittlere Tiefe beträgt 22 m. An der tiefsten Stelle ist er 71 m tief.
Der See befindet sich an der Stelle der Teplické Předměstí (Teplitzer Vorstadt) und der Vorstadt Tašov (Taschenberg). Die ehemalige  Königsstadt Most (Brüx) stand am Südufer.

## Geschichte
Die alte Stadt Most musste dem Kohlebergbau weichen. Die Stadt wurde zwischen 1964 und 1987 abgerissen, weshalb die Bewohner in Plattenbauten umgesiedelt wurden.
Der Braunkohleabbau der Grube „důl Ležáky“ wurde 1999 eingestellt. Anschließend wurde die Landschaft rekultiviert, einschließlich Flutung des Tagebaurestloches. Das Wasser wurde aus dem Fluss Eger entnommen. Die schlechte Wasserqualität der durch die Gegend fließenden Bílina war dafür ungeeignet.
Unter anderem wurde die Dekanatskirche Maria Himmelfahrt in der Altstadt von Most gerettet. Innerhalb von weniger als einem Monat wurde sie 841 m auf Gleisen verschoben. Die Verschiebung der Kirche ist im Guinness-Buch der Rekorde als schwerstes auf Schienen transportiertes Objekt (12.000 Tonnen) eingetragen.
An der Stelle, an der sich die Dekanatskirche befand, wurden Bäume gepflanzt. Die Bäume und die Wege folgen der ursprünglichen Form der Kirche.